# 古座川
古座川（日语：／）是和歌山縣南部的河流，被選入日本秘境100選、平成名水百選以及日本地質百選。

## 地理
發源自和歌山縣東牟婁郡古座川町和田邊市境內的大塔山東南麓，向東流入東牟婁郡串本町的熊野灘。
上流叢林茂密，在古時候“古座川材”被認為是優良的木材。河流整體蜿蜒蛇行。流域中部是賞櫻勝地，1956年在流域中部建造了七川壩。

## 生物
因為周邊環境保護的很好，所以流域內有許多稀有物種。其中包括日本大鯢。
捕魚時鯰魚的補貨量很高，也是鰻魚的著名產地。

## 流域觀光地
古座川上有很多獨木舟可供乘坐，河口附近有古座站。在古座峡中有古座川一枚岩，是日本國家指定天然記念物。此外還有月野瀨温泉、湯之花温泉。

## 外部連結
- 古座川町役場ホームページ （页面存档备份，存于）
- こざがわホームページ （页面存档备份，存于）
- 熊野大辞典 古座川の桜と滝ノ拝